# Edgar Jones (director)
Edgar Jones (17 de junio de 1874 – 7 de febrero de 1958) fue un actor, director y productor cinematográfico de nacionalidad estadounidense, activo en la época del cine mudo.

## Biografía
Natural del Condado de Elmore, Alabama, rodó su primer film como actor en 1912 con la productora Lubin Manufacturing Company, empresa para la cual trabajó en los primeros años de su carrera. 
Edgar Jones falleció en 1958 en Los Ángeles, California. Había estado casado con dos destacadas actrices de la época, Louise Huff y Louise Vale.

## Filmografía

### Actor
- Over the Divide (1912)
- The Sheriff's Daughter (1912)
- The Divine Solution, de Francis J. Grandon (1912)
- The Two Gun Sermon, de Francis J. Grandon (1912)
- The Minister and the Outlaw (1912)
- The Deputy's Peril (1912)
- The New Ranch Foreman, de Francis J. Grandon (1912)
- The Bank Cashier, de Francis J. Grandon (1912)
- A Trustee of the Law, de Francis J. Grandon (1912)
- The Renegades (1912)
- The Physician of Silver Gulch, de Francis J. Grandon (1912)
- Red Saunders' Sacrifice (1912)
- In the Service of the State, de Francis J. Grandon (1912)
- Parson James (1912)
- The Sheriff's Mistake, de Francis J. Grandon (1912)
- A Fugitive from Justice
- The Surgeon
- Ranch Mates
- Struggle of Hearts
- A Lucky Fall
- Bar K Foreman
- The End of the Feud (1912)
- The Love Token (1913)
- The Girl and the Gambler, de Francis J. Grandon (1913)
- The Girl of the Sunset Pass (1913)
- The Engraver, de Francis J. Grandon (1913)
- The Teacher at Rockville, de Francis J. Grandon (1913)
- On the Mountain Ranch, de Francis J. Grandon (1913)
- Greed for Gold, de Francis J. Grandon (1913)
- The Evil One
- The Right Road
- The Girl Back East, de Francis J. Grandon (1913)
- The Paymaster (1913)
- Lone Dog, the Faithful, de Francis J. Grandon (1913)
- Papita's Destiny, de Francis J. Grandon (1913)
- His Redemption
- The Love Test, de Francis J. Grandon (1913)
- Her Only Boy, de Francis J. Grandon (1913)
- The Invader
- Breed of the North (1913)
- The Man of Him, de Edgar Jones (1913)
- A Waif of the Desert, de Edgar Jones (1913)
- An Enemy's Aid (1913)
- The Battle of Shiloh, de Joseph W. Smiley (1913)
- Between Two Fires, de Edgar Jones (1914)
- The Inscription
- Treasures on Earth, de Edgar Jones (1914)
- The Vagaries of Fate (1914)
- Fitzhugh's Ride, de Edgar Jones (1914)
- The Reward (1914)
- In the Gambler's Web, de Edgar Jones (1914)
- The Weaker Brother, de Edgar Jones (1914)
- A Deal in Real Estate (1914)
- A Chance in Life, de Edgar Jones (1914)
- A Pack of Cards (1914)
- Love's Long Lane, de Edgar Jones (1914)
- A Country Girl, de Edgar Jones (1914)
- The Struggle Everlasting, de Edgar Jones (1914)
- The Lie, de Edgar Jones (1914)
- The Aggressor
- The Shell of Life
- On Lonesome Mountain
- The Greater Love, de Edgar Jones (1914)
- The Girl at the Lock
- The Mountain Law (1914)
- In the Hills of Kentucky, de Edgar Jones (1914)
- Stonewall Jackson's Way, de Edgar Jones (1914)
- The Unknown Country (1914)
- The Making of Him, de George Terwilliger (1914)
- On Moonshine Mountain (1914)
- The Intriguers, de Joseph W. Smiley (1914)
- The Shanghaied Baby, de George W. Terwilliger (1915)
- The Nameless Fear
- The Trapper's Revenge
- The Little Detective (1915)
- The Winthrop Diamonds
- Men of the Mountains
- The Stroke of Fate
- A Prince of Peace, de Edgar Jones (1915)
- Indiscretion, de Edgar Jones (1915)
- A Romance of the Navy, de George Terwilliger (1915)
- The Spy's Sister, de Edward Sloman (1915)
- Who Bears Malice, de Edgar Jones (1915)
- On Bitter Creek, de Edgar Jones (1915)
- Courage and the Man, de Edgar Jones (1915)
- The Beast, de Edgar Jones (1915)
- The Gold in the Crock, de Edgar Jones (1915)
- Under the Fiddler's Elm, de Edgar Jones (1915)
- Where the Road Divided, de Edgar Jones (1915)
- Wild Honey, de Francis J. Grandon (1918)
- The Last Outlaw, dE John Ford (1919)
- Border River, de Edgar Jones (1919)
- Quicksands (1920)
- When Quackel Did Hide
- The Knight of the Pines, de Edgar Jones (1920)
- The Big Pungh
- Two-Fisted Judge, de Edgar Jones (1921)
- Single-Handed Sam
- Caught in the Rapids
- The Timber Wolves
- Lochinvar o' the Line
- A Forest Samson
- The Law of the Woods
- The Black Ace, de Edgar Jones (1921)
- The V That Vanished
- The Flaming Trail
- Cupid, Registered Guide
- Dangerous Dollars
- Lonesome Corners, de Edgar Jones (1922)

### Director
- The Man of Him (1913)
- A Waif of the Desert (1913)
- Before the Last Leaves Fall (1913)
- Nothing to Be Done
- Between Two Fires (1914)
- The Inscription
- Treasures on Earth (1914)
- The Vagaries of Fate
- Fitzhugh's Ride (1914)
- In the Gambler's Web
- The Weaker Brother (1914)
- A Chance in Life (1914)
- Love's Long Lane
- A Country Girl (1914)
- The Struggle Everlasting (1914)
- The Lie (1914)
- The Aggressor
- The Shell of Life
- The Greater Love (1914)
- The Girl at the Lock
- In the Hills of Kentucky (1914)
- Stonewall Jackson's Way
- On Moonshine Mountain
- Nothing to Be Done
- The Nameless Fear
- The Winthrop Diamonds
- Men of the Mountains
- A Prince of Peace (1915)
- Indiscretion (1915)
- Who Bears Malice (1915)
- On Bitter Creek (1915)
- Courage and the Man (1915)
- The Beast (1915)
- The Gold in the Crock (1915)
- Under the Fiddler's Elm (1915)
- An Enemy to Society (1915)
- Where the Road Divided (1915)
- The Woman Pays (1915)
- The Turmoil (1916)
- Dimples (1916)
- Lovely Mary (1916)
- The Half Million Bribe (1916)
- Mentioned in Confidence (1917)
- The Girl Angle (1917)
- The Lady in the Library (1917)
- Zollenstein (1917)
- The Girl Who Wouldn't Quit (1918)
- A Rich Man's Darling (1918)
- Border River (1919)
- One Against Many (1919)
- The Knight of the Pines (1920)
- Two-Fisted Judge (1921)
- The Timber Wolves (1921)
- Lochinvar o' the Line (1921)
- A Forest Samson (1921)
- The Law of the Woods (1921)
- The Black Ace (1921)
- The V That Vanished
- The Flaming Trail
- Cupid, Registered Guide
- Dangerous Dollars
- Lonesome Corners (1922)

### Productor
- Border River
- Two-Fisted Judge, de Edgar Jones (1921)
- The Timber Wolves
- A Forest Samson
- The Law of the Woods
- The Rider of the King Log
- The Black Ace, de Edgar Jones (1921)
- The V That Vanished
- Lonesome Corners, de Edgar Jones (1922)

### Guionista
- Lonesome Corners, de Edgar Jones (1922)